# Brachypetersius notospilus
Brachypetersius notospilus es una especie de peces de la familia Alestidae en el orden de los Characiformes.

## Morfología
Los machos pueden llegar alcanzar los 7,4 cm de longitud total.

## Hábitat
Es un pez de agua dulce y de clima tropical.

## Distribución geográfica
Se encuentran en África: el Gabón.